# Osprey Reef
El Osprey Reef es un atolón sumergido en el Mar del Coral, en el noreste del estado de Queensland, en Australia. Forma parte del Grupo Noroeste de las Islas del Mar del Coral. El arrecife Osprey es más o menos de forma oval, mide 25 por 12 km, y abarca alrededor de 195 kilómetros cuadrados. Tiene un perímetro de 69,5 kilómetros. La laguna central está a sólo 30 m de profundidad.
Las paredes de arrecifes son casi verticales, se elevan desde una profundidad de cerca de 2000 m, son el hogar de una forma enana de Nautilus Pompilio que está aislada de otras poblaciones nautilus por más de 100 km. Schindleria brevipinguis, uno de los peces más pequeños del mundo , se encuentra en la laguna del arrecife Osprey.